# Classificação dos jovens na Volta a Itália

A classificação dos jovens na Volta a Itália foi criada em 1976, sendo uma das classificações secundárias do Giro d'Italia. Trata-se de uma classificação que recompensa o melhor ciclista menor de 25 anos melhor classificado na classificação geral. Durante o desenvolvimento da corrida o líder desta classificação leva uma camisola ou maillot  branca (maglia bianca) que o diferencia do resto de corredores.

## História
Entre 1976 e 1994 a idade estava fixada em 24 anos e a partir de 1994 deixou-se de disputar esta classificação. Não será até 2007 quando se retomou o seu reconhecimento, se fixando um novo limite de idade em 25 anos.
O primeiro ciclista a ganhar a classificação foi o italiano Alfio Vandi em 1976. Quatro ciclistas que venceram esta camisola também venceram a classificação geral do Giro d'Italia: Yevgueni Berzin em 1994, Nairo Quintana em 2014, Tao Geoghegan Hart em 2020 e Egan Bernal em 2021.
Berzin foi o primeiro a ganhar o maillot rosa e cinza ao mesmo ano (1994), igualado só vinte anos depois, o 2014, pelo colombiano Nairo Quintana.

## Palmarés
| Ano       | Nome               | Equipa                   | Classificação geral |               |
| --------- | ------------------ | ------------------------ | ------------------- | ------------- |
| 1976      | Alfio Vandi        | Magniflex-Torpado        | 7.º                 |               |
| 1977      | Mario Beccia       | Sanson                   | 9.º                 |               |
| 1978      | Roberto Visentini  | Vibor                    | 15.º                |               |
| 1979      | Silvano Contini    | Bianchi-Faema            | 5.º                 |               |
| 1980      | Tommy Prim         | Bianchi-Piaggio          | 4.º                 |               |
| 1981      | Giuseppe Faraca    | Hoonved-Bottecchia       | 11.º                |               |
| 1982      | Marco Groppo       | Metauro Mobili-Pinarello | 9.º                 |               |
| 1983      | Franco Chioccioli  | Vivi-Benotto             | 16.º                |               |
| 1984      | Charly Mottet      | Renault-Elf              | 21.º                |               |
| 1985      | Alberto Volpi      | Sammontana-Bianchi       | 10.º                |               |
| 1986      | Marco Giovannetti  | Gis Gelati-Oece          | 8.º                 |               |
| 1987      | Roberto Conti      | Selca-Conti              | 15.º                |               |
| 1988      | Stefano Tomasini   | Fanini-Seven Up          | 9.º                 |               |
| 1989      | Vladimir Pulnikov  | Alfa Lum                 | 11.º                |               |
| 1990      | Vladimir Pulnikov  | Alfa Lum                 | 4.º                 |               |
| 1991      | Massimiliano Lelli | Ceramiche Ariostea       | 3.º                 |               |
| 1992      | Pavel Tonkov       | Lampre-Colnago           | 7.º                 |               |
| 1993      | Pavel Tonkov       | Lampre-Polti             | 5.º                 |               |
| 1994      | Yevgueni Berzin    | Gewiss-Ballan            | General             |               |
| 1995-2006 | Não entregado      | Não entregado            | Não entregado       | Não entregado |
| 2007      | Andy Schleck       | Team CSC                 | 2.º                 |               |
| 2008      | Riccardo Riccò     | Saunier Duval-Prodir     | 2.º                 |               |
| 2009      | Kevin Seeldraeyers | Quick Step               | 14.º                |               |
| 2010      | Richie Porte       | Team Saxo Bank           | 7.º                 |               |
| 2011      | Roman Kreuziger    | Astana Pro Team          | 6.º                 |               |
| 2012      | Rigoberto Urán     | Team Sky                 | 7.º                 |               |
| 2013      | Carlos Betancur    | AG2R-A Mondiale          | 5.º                 |               |
| 2014      | Nairo Quintana     | Movistar Team            | General             |               |
| 2015      | Fabio Aru          | Astana Pro Team          | 2.º                 |               |
| 2016      | Bob Jungels        | Etixx-Quick Step         | 6.º                 |               |
| 2017      | Bob Jungels        | Quick-Step Floors        | 8.º                 |               |
| 2018      | Miguel Ángel López | Astana Pro Team          | 3.º                 |               |
| 2019      | Miguel Ángel López | Astana Pro Team          | 7.º                 |               |
| 2020      | Tao Geoghegan Hart | Ineos Grenadiers         | General             |               |
| 2021      | Egan Bernal        | Ineos Grenadiers         | General             |               |

### Palmarés por países
| Rank. | País           | Ganhador mais recente | Ano  | Vict. |
| ----- | -------------- | --------------------- | ---- | ----- |
| 1     | Itália         | Fabio Aru             | 2015 | 13    |
| 2     | Colômbia       | Egan Bernal           | 2021 | 6     |
| 3     | Luxemburgo     | Bob Jungels           | 2017 | 3     |
|       | Reino Unido    | Tao Geoghegan Hart    | 2020 | 3     |
| 5     | Rússia         | Vladímir Karpets      | 2004 | 2     |
|       | Estados Unidos | Andrew Hampsten       | 1986 | 2     |
| 7     | Austrália      | Phil Anderson         | 1982 | 1     |
|       | México         | Raúl Alcalá           | 1987 | 1     |
|       | Ucrânia        | Yaroslav Popovych     | 2005 | 1     |